# 새벽의 저주 - 온 더 플레인
새벽의 저주 - 온 더 플레인(Flight Of The Living Dead: Outbreak On A Plane)은 미국에서 제작된 스콧 토머스 감독의 2007년 액션, 공포, SF 영화이다. 데이빗 치섬 등이 주연으로 출연하였고 데이빗 쇼스헌 등이 제작에 참여하였다.

## 출연

### 주연
- 데이빗 치섬
- 크리스튼 커
- 케빈 J. 오코너

### 조연
- 리차드 타이슨
- 에릭 아바리
- 데릭 웹스터
- 토드 밥콕
- 시에나 고인즈
- 미에코 힐만
- 레이몬드 J. 배리
- 사라 레인
- 브라이언 에이미스
- 브라이언 코로지엘
- 애슐리 베이시움
- 로라 카요우엣
- 데일 미드키프
- 브라이언 톰슨
- 터커 스몰우드
- 데이빗 스필버그
- 헤이디 만호트

## 제작진
- Line PD: 샐비 메일키
- Line PD: 쿠탄바 살렘
- 공동제작: 로렌스 가르시아
- 공동제작: 제이슨 반 블랫
- 공동제작: 데이빗 반 워트
- 공동제작: 레오 베잘리
- 협력프로듀서: 시드니 이완터
- 협력프로듀서: 데이빗 키첸스
- 협력프로듀서: 벤 자라이
- 세트: 제시카 앤더슨
- 배역: 도나 브로워